# توفي يانسون
توفي يانسون (Tove Jansson؛ هلسنكي، 9 أغسطس 1914 - هلسنكي، 27 يونيو 2001) روائية فنلندية ناطقة باللغة السويدية ورسامة ورسامة توضيحية وكاتبة ساخرة.
ارتقت يانسون للنجاح في الخمسينات، عندما ظهرت للمرة الأولى أشهر أعمالها كتب مومين. بلغت قصص يانسون من المومين خلال حياتها نثراً وكتباً مصورة العشرات ، بيعت سلسلة مصورة بالصحف 500 ألف نسخة.

## روابط خارجية
- توفي يانسون على موقع IMDb (الإنجليزية)
- توفي يانسون على موقع الموسوعة البريطانية (الإنجليزية)
- توفي يانسون على موقع ميوزك برينز (الإنجليزية)
- توفي يانسون على موقع ديسكوغز (الإنجليزية)
- توفي يانسون على موقع قاعدة بيانات الفيلم (الإنجليزية)